# Fritz Morf
Friedrich "Fritz" Morf (ur. 29 stycznia 1928, zm. 30 czerwca 2011) – piłkarz szwajcarski grający na pozycji obrońcy. W swojej karierze rozegrał 7 meczów w reprezentacji Szwajcarii.

## Kariera klubowa
W swojej karierze piłkarskiej Morf występował w klubie FC Grenchen. W 1959 roku zdobył z nim Puchar Szwajcarii.

## Kariera reprezentacyjna
W reprezentacji Szwajcarii Morf zadebiutował 10 marca 1957 w zremisowanym 2:2 meczu eliminacji do MŚ 1958 z Hiszpanią, rozegranym w Madrycie. W 1962 roku został powołany do kadry Szwajcarii na Mistrzostwa Świata w Chile. Na nich rozegrał jeden mecz, z Chile (1:3). W kadrze narodowej od 1957 do 1962 roku rozegrał 7 meczów.